# Bellechester
Bellechester – miasto w Stanach Zjednoczonych, w stanie Minnesota, w hrabstwie Goodhue.